# On a Night Like This
Az On a Night Like This című dal az ausztrál énekesnő és dalszerző Kylie Minogue második kislemeze a hetedik Light Years című stúdióalbumról. A dal 2000. szeptember 11-én jelent meg a Parlophone és a Mushroom Records kiadóknál. A számot eredetileg Pandora nevű svéd énekesnő rögzítette, és Steve Torch, Brian Rawling, Graham Stack és Mark Taylor írták, míg a produceri munkálatokat Stack és Taylor végezték, és a felvételt Minogue-nak adták át. Zeneileg az „On a Night Like This” egy europop, dance-pop, house dal, amely diszkó elemeket is tartalmaz. Lírai tartalma egyedi, esetlegesen szexuális élmények átélésére is irányul egy éjszaka folyamán.
Megjelenése után az „On a Night Like This” kedvező kritikákat kapott a zenekritikusoktól. Néhányan dicsérték a produkciót, és a táncos hangzását a dalnak, míg néhányan megjegyezték, hogy nem tűnik ki a Light Years többi dala közül. Kereskedelmi szempontból Ausztráliában és az Egyesült Királyságban a dal első helyezést ért el, illetve a második helyen végzett. Máshol Top 40-es helyezést ért el, úgy mint Svédország, Írország, Finnország, és Új-Zéland. A dalhoz készült videoklipet Douglas Avery rendezte, melynek cselekményét Martin Scorsese 1995-ös Casino című bűnügyi film ihlette.
A dalt a megjelenése óta Minogue összes koncertturnéján előadták, kivéve az Anti Tour-t. Megjelenése óta a kortárs kritikusok az egyik legismertebb és legmeghatározóbb dalának választották karrierje során. A dal zenekari változata a 2012-es The Abbey Road Sessions című válogatásalbumra is felkerült.

## Előzmények és megjelenés

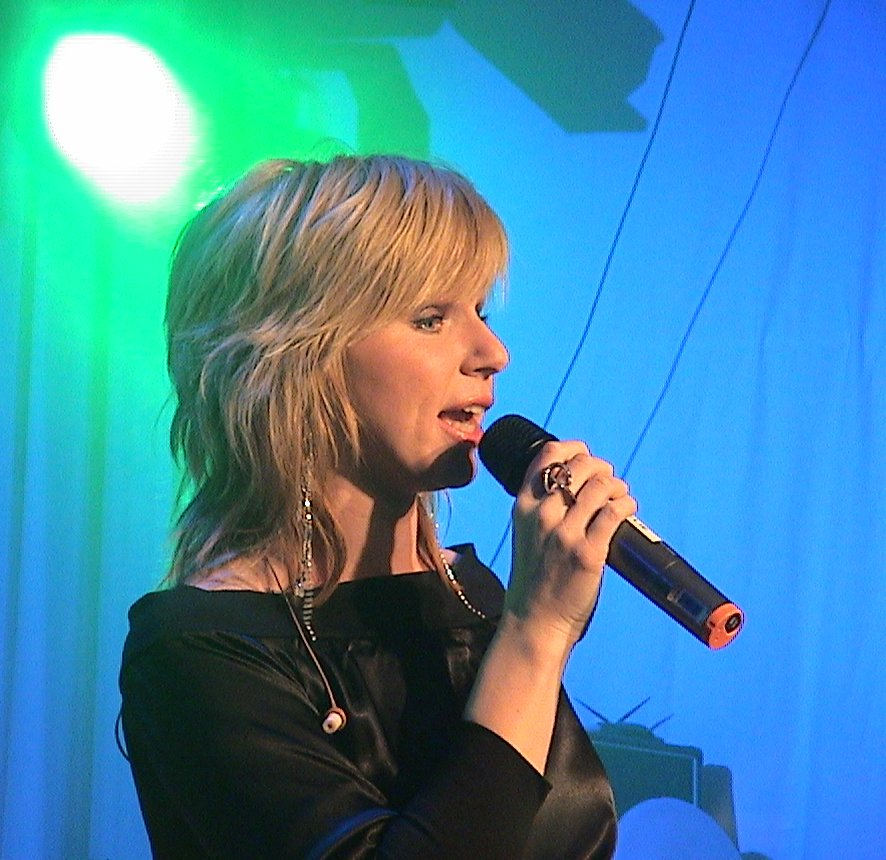
Pandora (a képen) svéd énekesnő először 1999-ben vette fel a kislemezt, de az elutasítás miatt Minogue és Anna Vissi újra felvették.

Miután 1998-ban Minogue elhagyta a Deconstruction kiadót, még abban az évben szerződést írt alá a Parlophone kiadóval, és elkezdte felvenni Light Years című albumát. A következő évben megjelent visszatérő kislemeze a „Spinning Around”, mely kritikai és kereskedelmi sikert aratott Ausztráliában, és Európában. Az „On a Night Like This” című dalt eredetileg Steve Torch, Brian Rawling, Graham Stack és Mark Taylor írta a Pandora nevű svéd énekesnőnek. Pandora az 1999-es No Regrets című albumához vette fel a dalt, de a zeneszerzők úgy vélték, hogy az eredmény nem ér el akkora sikert, mint remélték. Ennek eredményeként átadták a felvételt a Parlophone kiadónak, és azt javasolták Minogue-nak, hogy rögzítse a saját énekét, amit meg is tett. A görög énekesnő Anna Vissi szintén megszerezte a szám jogait, és saját változatát megjelentette saját stúdióalbumán az Everything I Am címűn 2000-ben. Mind Pandora mind Minogue ugyanazt a hangszeres alapokat használták fel, Vissié lényegesen eltérő felvétel volt.
Az „On a Night Like This” 2000. szeptember 11-én jelent meg a Parlophone gondozásában, a Light Years című album második kislemezeként, és különféle formátumokban terjesztettek. Ausztráliában és Új-Zélandon a Mushroom Records adta ki a kislemezt, és az első CD tartalmazza az eredeti felvételt, és a dalt három remixét, és a videoklipet. Míg a második CD-n az „On a Night Like This” eredeti mixe, a dal remixe, valamint a „Your Disco Needs You” című dal remixe; és a B-oldalas „Ocean Blue” található meg rajta. A brit és európai fizikai kiadások hasonló számlistával rendelkeznek, de mindegyik formátumból kihagytak egy-egy remixet. Egy kartontokos CD-t csak Franciaországban adtak ki, mely tartalmazza az „On a Night Like This” és „Ocean Blue” dalokat, míg az ausztrál és új-zélandi formátumot Tajvanon az EMI Music adta ki újra.
2000 vége felé a Dance Factory lemezkiadó 12-es bakeliten jelentette meg a dalt, amely tartalmazza az első ausztrál és új-zélandi CD kislemez eredeti számlistáját, míg az Egyesült Királyságban két bakelitlemez jelent meg. A végső formátum egy Európában forgalmazott kazetta volt, mely tartalmazza a dalt és két remixet. A hozzá tartozó borítót Vincent Petera fotózta Ibizán, melyen az látható, hogy Minogue egy márvány felületen fekszik a tengerpart előtt. A felvétel a Light Years bookletben is látható. Minogue szerint összefonódik a „napfény, strand, szórakozás, csillogás” üzenetével, amely koncepcióval kísérletezni akart az albumon. A brit divattervező és Minogue William Baker barátja úgy érezte, hogy a kép „misztikus”-nak hat.

## Összetétel
Zeneileg az "On a Night Like This" egy europop, dance-pop és house stílusú dal, mely diszkó elemeket is tartalmaz. Minogue 2000 elején vette fel a dalt a londoni Dreamhouse Stúdióban, az Egyesült Királyságban, ahol a dalt Mark Taylor és Graham Stack keverte. A Pandora Rádió egyik munkatársa úgy nyilatkozott, hogy a felvétel hangszerelése vonósszekciókból, akusztikus gitárokból, billentyűs hangszerekből és a Taylor és Stack által kezelt szintetizátorokból áll. A Pre-kórus és a kórus szekciók háttéréneket tartalmaznak. Az Universal által kiadott kotta szerint a dal c-mollban íródott, percenkénti 130 BPM/ütemben. Minogue énekhangja B♭3-tól C5-ig terjed, míg a felvételen Cm-B♭-Fm7-B♭-Cm-B♭-FM7-B♭-Cm-B♭/C-Fm7/C-B♭/C. a verzékben, a Cm-B♭/C-A♭-B♭ pedig a kórusban van jelen, annak akkordmeneteként. Lírailag a dal egy olyan személyre összpontosít, aki éjszaka egyedülálló élményeket szerez, de a kapcsolatok és a szerelem témáit közelíti meg. Scot Kara a New Zealand Herald munkatársa szerint a szerzemény egy "kavargó, késő esti klubpop dallam". Az NME brit bulvárlap szerint a "diszkó" hangzást a 2000-es „Groovejet (If This Ain't Love)” számhoz hasonlította Spillertől, és a dalban lévő Sophie Ellis-Bextor angol énekesnő munkáihoz.

## Kritikák
Az "On a Night Like This" a legtöbb zenekritikustól általában kedvező értékelést kapott. A Stylus Magazinnak írt Mark Edwards elmondta, hogy a felvétel az énekesnő Ultimate Kylie egyik dala volt, mely megerősítette Minogue visszatérését. A dalt "Mega-dal"-ként emlegette. Hasonlóképpen vélekedett Jason Shawahn az about weboldaltól, és megjegyezte, hogy a dal "áldás a hazai zenefogyasztók számára".Az AllMusic kritikusa, Chris True az "On a Night Like This"-t emelte ki az albumról, és a dalt Minogue legjobb dalai közé sorolta. Nick Levine a Digital Spí-tól egy "felkapott" dalnak nevezte, és kiemelte a felvételt. Miközben a felvételt Spiller és Sophie Ellis-Bextor Groovejet című számához hasonlította, az NME brit bulvárlap kritikusa úgy érezte, az összehasonlítás "működik, mert nem forog kínosan egy véletlenszerű diszkóütem körül".
Minogue legnagyobb slágereinek albumáról, a "The Best of Kylie Minogue"-ról (2012) Matt James (PopMatter) által írt recenziójában az "On a  Night Like This"-t "hálószobaszerű éjszakai klub-dalnak" nevezte, majd hozzátette, hogy "még mindig elég meleg volt ahhoz, hogy megolvadjanak a gleccserek". A Billboard-tól Jason Lipshutz úgy érezte, hogy ez "meghajtóbb és élvezetesebb" mint az előző kislemez a Spinning Around. Guillermo Alonso a Vanity Fair spanyol kiadásából ezt írta: "Tisztelegve a más átélt évtizedek különböző hangzásai előtt az "On a Night Like This" egy hatalmas dal volt, amely a 90-es évek europopjából merített, tele euforikus kórussal, és érzéki suttogásokkal". Stevie Chick (NME) úgy vélte, hogy Minogue-ból hiányzik az igazi "szenvedély" az egész dalból, és "figyelemre méltónak" találta. Hasonlóképpen vélekedett Hunter Felt a PopMatters-tól, aki élvezte a dalt, de csalódottan érezte magát a Parlophone és a közönség részéről, mert nem adták ki a dalt az Egyesült Államokban, majd így kommentálta a dalt, amely az első helyre készül a Billboard Club Track listán, miközben a nagyközönség teljesen figyelmen kívül hagyja".

## Kereskedelmi sikerek

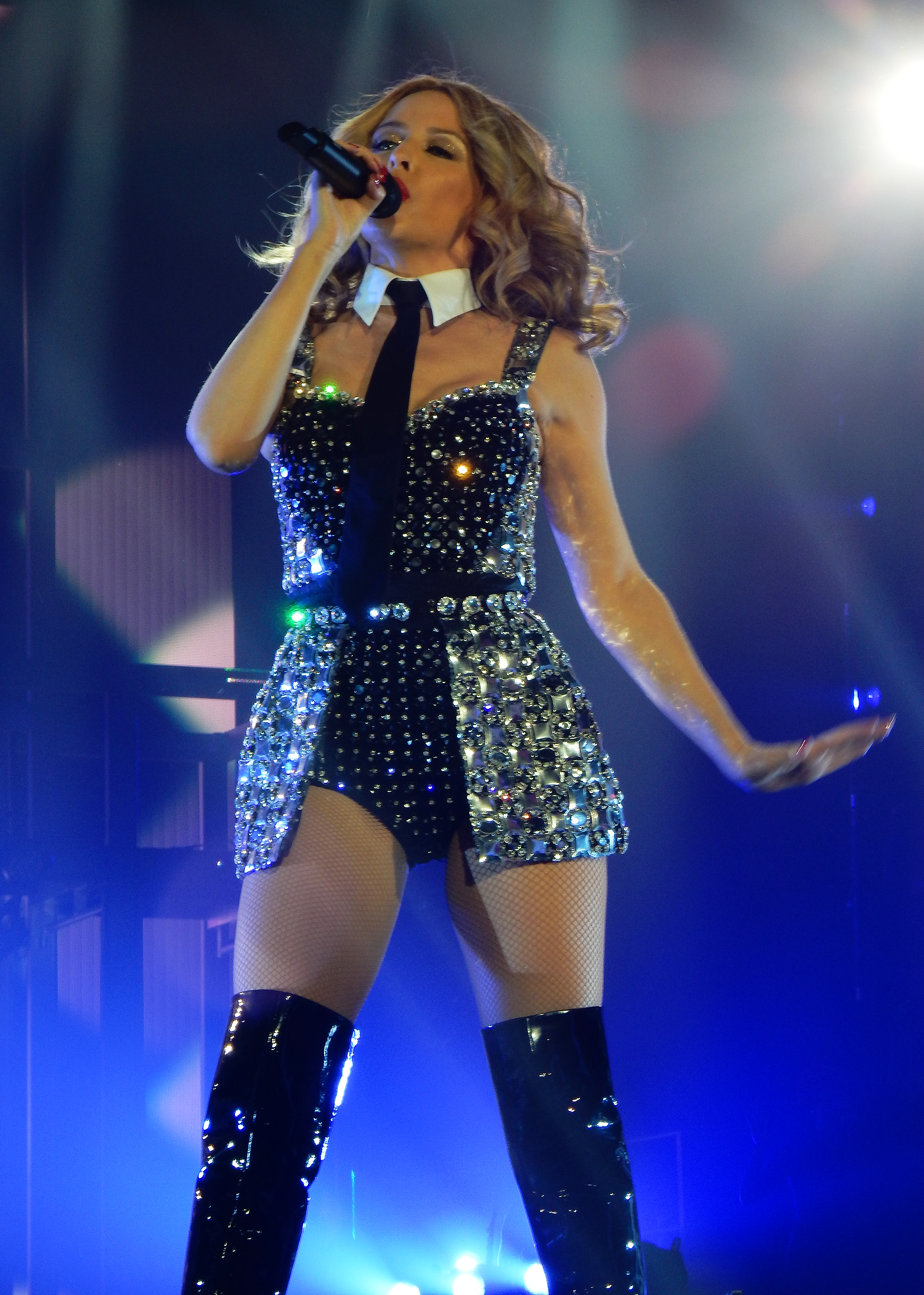
Minogue az "On a Night Like This" című dalt énekli a Kiss Me Once Tour turnén 2014-ben.

A dal sikeres volt Ausztráliában és az Egyesült Királyságban. A dal az első helyen debütált az ausztrál kislemezlistán, így ez volt a hatodik első helyezést elért dala a régióban. Az "On a Night Like This" a 3., és az 5., helyre esett vissza a második illetve a harmadik héten, így Minogue legalacsonyabb heti zuhanásban részesült a lista élén debütáló helyezés esetében. A dal négy hétig vezette a slágerlistát, és összesen tizenhét hetet töltött a Top 50-ben. Ez lett Minogue leghosszabb ideig slágerlistán tartózkodó dala a régióban. Az Ausztrál Hanglemezkiadók Szövetsége (ARIA) platina minősítéssel díjazta a 70.000 eladott példányszámot. Az Egyesült Királyságban a kislemez a 2. helyen debütált, miután a francia Modjo Lady (Hear Me Tonight) című dala letaszította az első helyről. A következő héten az első tíz helyezettből kiesett, illetve három nem egymást követő slágerlistán futott, és tizenhárom hétig volt Top 100-as listás. 2014 márciusáig az "On a Night Like This" című kislemezből 170.000 példányt értékesítettek a régióban, melyet az Official Charts Company is megerősített. Skóciában a dal a 2. míg az ír kislemezlistán a 16. helyet érte el.
A kislemez közepesen teljesített Európában és Ausztráliában. Az "On a Night Like This" a 39. helyre került az új-zélandi kislemezlistán, majd az azt követő héten érte el a csúcsot a 34. helyen. Ennek eredményeként Minogue egyik legalacsonyabb slágerlistájú dala lett a régióban, és összesen kilenc hetet töltött a Top 50-ben. A dal a francia kislemezlistán a 69. helyezett volt, és összesen öt hétig maradt a listán. Hasonlóan Hollandiában, ahol a 64. helyen érte el a csúcsot, és négy hétig volt slágerlistás helyezett. Svédországban és Finnországban Top 40-es helyezés volt, míg az utóbbiban csak egy hétig volt a legjobb húsz között. Németországban és Svájcban a legjobb 70 és 50 közé sikerült csupán kerülnie a kislemezlistán. A belga Flandria listán a 29. helyezett volt, illetve Vallóniában a Bubbling Under listán a 3. helyet sikerült elérnie. Azonban így sem került be a régió hivatalos listájára.

## Videoklip

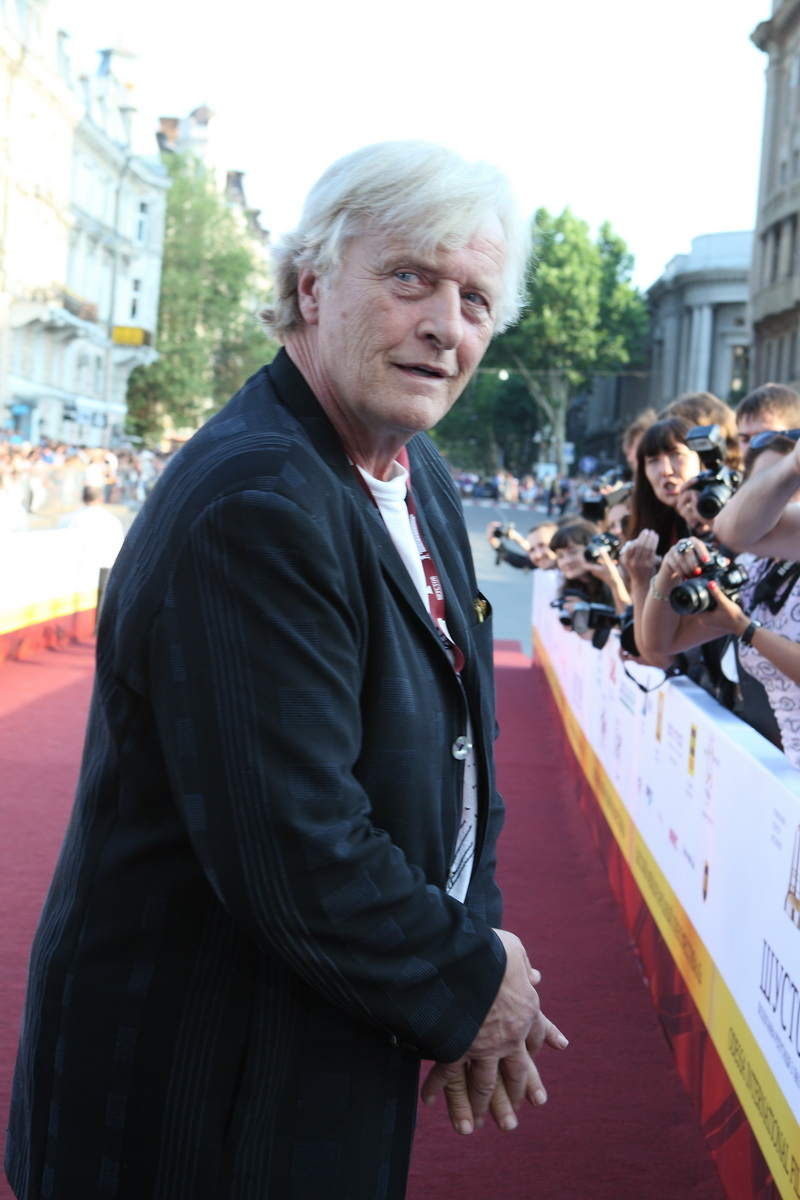
Minogue Rutger Hauer (a képen) szeretőjét alakította a videoklipben.

A dalhoz tartozó videoklipet Douglas Avery rendezte, melyet 2000 júliusában Monte-Carloban forgattak. A cselekmény Martin Scorsese 1995-ös "Kaszinó" című krimijén alapul, ahol Minogue maga alakított egy karaktert Sharon Stone trófeafeleségével. Rutger Hauer holland színész Minogue maffiapartnere és férje volt a klipben. Hauer szerint senki a csapatból – beleértve az énekesnőt, és Averlyt is – nem tudta, hogy cameoként jelenik meg. A képernyőn megjelenő kapcsolattal kapcsolatban az énekes kijelentette: "Véleményem szerint a Rutger Hauer karakter olyan, mint egy gondozó, vagy ő irányítja őt, bár van ilyen szexuális feszültség is". A művész háromfajta ruhát viselt a videóban. Egy többszínű ruhát, Egy Versace ruhát a klip elején, egy fekete ruhát a Monte-Carlo-i Kaszinóban, és a videó végén egy kék koktélruhát Roland Mourettól. Becslések szerint a klipben 2 millió dollár értékű ékszert és gyémántot viselt  Minogue, melyhez néhány biztonsági őr is őrizte őt a forgatás alatt.
A klip elején a maffiatagok láthatóak, akik egy cselszövést terveznek, miközben Hauer egy meg nem nevezett alkoholt iszik. Ezt követően elindul a dal, és Minogue egy ugródeszkán látható, amint egy medencébe ugrik, feltehetően holtan. A maffiatagok távolról a test felé néznek, de aztán Hauer felé fordul a tekintetük. Minogue elkezdni a dalt énekelni a medencében, majd kiszáll belőle, és elindul a maffiatagokhoz, akiket úgy tűnik nem érdekel a jelenléte. Az énekesnő levetkőzik, majd kidobja ruháit az ablakon, ami leköti a figyelmüket. Ez követően egy limuzinban látható, és kiegészítő ékszereket vesz fel, miközben az autó Monte-Carlo egyik kaszinójába viszi. Az énekesnő belép a kaszinóba, és a többi taggal pókert játszik, majd végül nyer. Minogue ismét a limuzinban ül, de immár egy kék koktélruhában. Hauer, aki egyedül van otthon, hallja, hogy Minogue besétál a lakásba, de egy nagy zöld vázának nekimegy, és összetöri, majd érdektelenül a távolba néz. Az utolsó jelenetben Minogue levetkőzik, és lemegy a lépcsőn.
Sean Smit brit szerző, aki életrajzi könyvet írt Minogue-ról, a videót és a díszletet "brondalmasnak" és "hangulatosnak" minősítette. Smith szerint az eredeti változatban a teljes elülső és hátsó meztelenségről is készültek felvételek. Az NME állítólag publikált egy cikket a meztelen jelenetről, de Avery kijelentette, hogy soha nem készültek meztelen felvételeket.

## Promóció

### Élő előadások és egyéb megjelenések

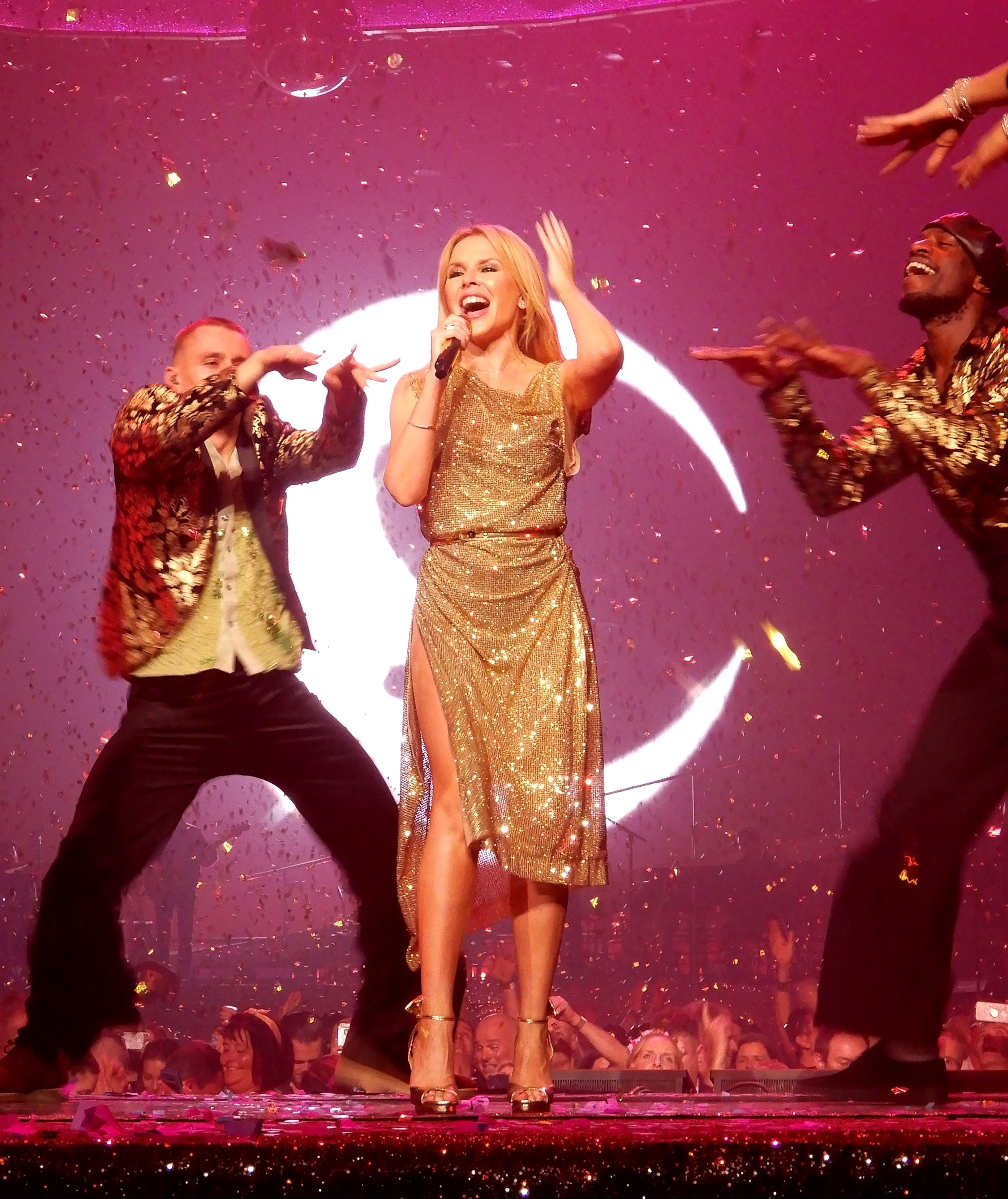
Minogue a "New York City", a "Raining Glitter" és az "On a Night Like This" egyvelegét adja elő a Golden Tour (2018-19) turnén.

2000. szeptember 22-én Minogue a dalt először adta elő élőben a Top of the Pops című műsorban, melyben ugyanazt a rózsaszín és bézs ruhát viselte, mint a klipben. A 2000-es sydney-i olimpia záróünnepségén Minogue előadta az ABBA Dancing Queen, és az "On a Night Like This" című dalokat. 2012 novemberében a Royal Vaeriety Performance részeként hangzott el a dal a Royal Albert Hallban. Megjelenése óta az "On a Night Like This" Minogue szinte minden koncertturnéján szerepelt, kivéve az Anti Tour, valamint a For You, For Me Észak-Amerikai turnéját. Ez volt az On a Night Like This Tour turné egyik főcímdala, amelyet a Light Years című album népszerűsítésére indítottak 2001-ben. A dal elhangzott a KylieFever2002 turné "Sex in Venice" szegmensében, valamint 2005-ben a Showgirl: The Greatest Hits túrnén is. Minogue azonban nem tudta befejezni a turnét, mivel korai mellrákot diagnosztizáltak nála, és le kellett mondania a turné ausztrál szakaszát.
A kezelések és gyógyulás után Minogue 2007-ben folytatta a turnéját a Showgirl: The Homecoming Tour formájában, és előadta az "On a Night Like This" című dalt a "Homecoming" szegmensben. A dal a KylieX2008 turné "Black Versus White" felvonásának részeként is elhangzott. Minogue 2011-ben előadta a dalt az Aphrodite: Les Folies Tour során, amely DJ Sammy "Heaven" című dalának elemeit tartalmazta. 2012 decemberében a Nobel-békedíj koncerten adta elő a dalt. Az "On a Night Like This" a 2014-es Kiss Me Once Tour turnén is elhangzott, ahol lézerek kaleidoszkópja közepette hangzott el. Minogue a 2015-ös nyári turnéján is előadta, melyben egy csillogó fekete-fehér ruhát viselt. A 2018-as Golden Tour-on a dalt a kiadatlan "New York City" és "Raining Glitter" című dalokkal keverve adta elő a 11. Golden című stúdióalbumról. A dalban a Studio 54 is közreműködött, ahol Minogue egy csillogó aranyruhában látható táncosokkal körülvéve. Minogue úgy népszerűsítette a dalt, hogy megjelent egy Pepsi reklámban, ahol a háttérzene ez volt. 2001-ben a dal hivatalos filmzene lett, és az Allmusic munkatársai a legjobb dalok közé választották. A dal Minogue négy legnagyobb válogatás albumán is hallható. Az Ultimate Kylie (2004), Hits+ (2011),  The Best of Kylie Minogue (2012) legutóbb pedig a Step Back in Time: The Definitive Collection (2019) című lemezen. A dal remix változata megjelent Minogue "Boombox" (2008) című remixalbumán is, ahol a remixet az olasz lemezlovasok Bini & Martini készítették.

### The Abbey Road Sessions változat

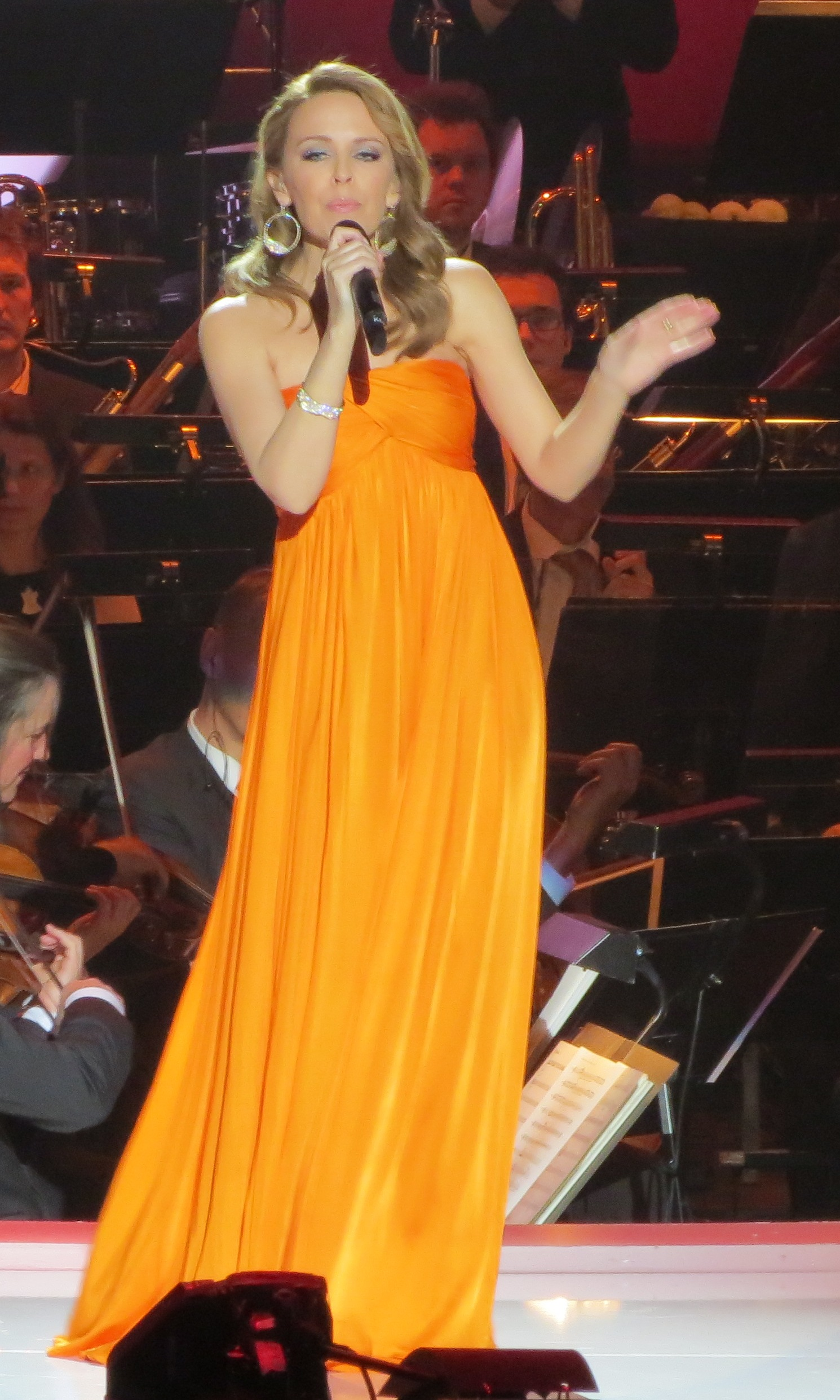
Minogue előadja a dalt a Nobel-békedíj koncerten 2012-ben.

2012. február 24-én Miniogue feltöltötte a dal zenekari változatát hivatalos YouTube csatornájára. Ez három hónappal azután jelent meg, hogy Minogue bejelentette új albumát, mely korábbi kislemezeinek áthangszerelt változatait tartalmazza. Minogue így kommentálta: "Körülbelül két hete vagyok az Abbey Roadon". A dalt szeptemberben jelentették be, majd 2012-ben megjelent a The Abbey Road Sessions című zenekari válogatásalbumán az album második dalaként, mely 2012. október 24-én jelent meg világszerte. Az "On a Night Like This" mellett az album része volt Minogue pályafutásának 25. évfordulója, mely alkalomból rendezett megemlékezések az egész 2012-es évre kiterjedtek. Annie Zaleski a The A.V. A Club-tól úgy jellemezte a szerzeményt mint "rézfúvós R&B fáklyás dalt a szárnyaló gospel kórusnak, és a drámai vonósoknak köszönhetően". [...] Caroline Sullivan a The Guardian-tól azt mondta a dalról: "Az, hogy a dal saját magát alakítja át az eredeti tinédzserek szerelmét felhevülő változatból egy menő zenekari változattá alakul.". A szám népszerűsítésére Minogue kiadója a Parlophone 2012. december 17-én kiadott egy CD kislemezt az Egyesült Királyságban, amelyen az átdolgozott felvétel, és annak instrumentális változata kapott helyet.
A zenekritikusok pozitívan reagáltak az "On a Night Like This" átdolgozott változatára. Scott Kara, a New Zealand Herald munkatársa kiemelte a számot az album két kiemelkedő darabja közül, és dicsérte a kompozícióját. "Elsöprőnek és egy nagy szerenádnak" nevezte. Hasonlóan vélekedett a Digital Spy munkatársa, Robert Copsey is, aki ezt a dalt választotta a legjobbak közé, és dicsérte a zenekari minőséget, mely kiemelte a dal lírai tartalmát, mellyel jobb lett mint az eredeti. Jeff Katz az Idolator amerikai zenei weboldal munkatársa is pozitívan nyilatkozott: "Az "On a Night Like This" a Finer Feelings és a Confide in Me készen áll egy James Bond filmben való elhelyezésre". Ezáltal a vonósok új életet leheltek a régi kedvencekbe. Philip Matusavage a MusicOMH munkatársa élvezte az "újra feltalált" és "reklámozott" számot, melyet az album magabiztos csúcspontjaként választott ki. Minogue a zenekari változatot a 2012-es BBC Proms keretein belül adta elő Londonban, decemberben.

## Formátumok és számlista
| - Ausztrál CD1 és Európai CD2 1. "On a Night Like This" – 3:34 2. "On a Night Like This" (Rob Searle mix) – 7:58 3. "On a Night Like This" (Bini & Martini mix) – 6:35 4. "On a Night Like This" (Motiv 8 Nocturnal vocal mix) – 7:32 5. "On a Night Like This" (video) - Ausztrál CD2 1. "On a Night Like This" – 3:34 2. "On a Night Like This" (Halo mix) – 8:06 3. "Ocean Blue" – 4:22 4. "Your Disco Needs You" (Almighty remix) – 8:20 - UK CD1 1. "On a Night Like This" – 3:34 2. "Ocean Blue" – 4:22 3. "Your Disco Needs You" (Almighty remix) – 8:20 4. "On a Night Like This" (video) | - UK CD2 1. "On a Night Like This" – 3:34 2. "On a Night Like This" (Rob Searle mix) – 7:58 3. "On a Night Like This" (Motiv 8 Nocturnal vocal mix) – 7:32 - UK 12-inch bakelit 1. "On a Night Like This" (Rob Searle mix) – 7:58 2. "On a Night Like This" (Bini & Martini mix) – 6:35 3. "On a Night Like This" (Halo mix) – 8:06 - Európai CD1 1. "On a Night Like This" – 3:34 2. "Ocean Blue" – 4:22 3. "On a Night Like This" (video) - Digitális letöltés (2005) 1. "On a Night Like This" (Bini & Martini dub mix) – 6:33 2. "On a Night Like This" (Halo mix) – 8:03 3. "On a Night Like This" (live at Manchester Arena, 4 May 2002) – 3:54 4. "On a Night Like This" (Motiv 8 Nocturnal vocal mix) – 7:31 |

## Slágerlista
| Slágerlista (2000)                    | Legjobb helyezések |
| ------------------------------------- | ------------------ |
| Ausztrália (ARIA)                     | 1                  |
| Australia Dance (ARIA)                | 1                  |
| Belgium (Ultratop 50 Flanders)        | 29                 |
| Belgium (Ultratip Wallonia)           | 3                  |
| Croatia (HRT)                         | 4                  |
| Europe (Eurochart Hot 100)            | 11                 |
| Finland (Suomen virallinen lista)     | 20                 |
| France (SNEP)                         | 69                 |
| Germany (Official German Charts)      | 72                 |
| Hungary (Mahasz)                      | 4                  |
| Iceland (Íslenski Listinn Topp 40)    | 2                  |
| Ireland (IRMA)                        | 16                 |
| Ireland Dance (IRMA)                  | 4                  |
| Netherlands (Singles Top 100)         | 64                 |
| New Zealand (Recorded Music NZ)       | 34                 |
| Poland (Music & Media)                | 16                 |
| Romania (Romanian Top 100)            | 9                  |
| Russia Airplay (InterMedia)           | 11                 |
| Skócia (Scottish Singles Top 40)      | 2                  |
| Singapore (SPVA)                      | 1                  |
| Sweden (Sverigetopplistan)            | 31                 |
| Switzerland (Schweizer Hitparade)     | 51                 |
| Egyesült Királyság (UK Singles Chart) | 2                  |

| Slágerlista (2000)                 | Helyezések |
| ---------------------------------- | ---------- |
| Australia (ARIA)                   | 27         |
| Iceland (Íslenski Listinn Topp 40) | 97         |
| Romania (Romanian Top 100)         | 85         |